# Карський Юхим Федорович
Юхи́м (Єфимій) Фе́дорович Карський (20 грудня 1860 (1 січня 1861) — 29 квітня 1931) — видатний білоруський та російський мовознавець, філолог-славіст, палеограф, етнограф, академік Петербурзької (1916) та Російської (1917) Академії наук (згодом АН СРСР), дійсний член Академії наук СРСР (1925) та Чеської Академії наук (1929).
Дослідник мови, літератури та культури білоруського народу, давньоруської палеографії та пам'яток давньоруської писемності. Дотримувався поглядів, близьких до ідеології «західнорусизму».

## Біографія
Народився 20 грудня 1860 (1 січня 1861) у с. Лаша (нині Гродненського району, Гродненської області) у родині священика. Його батьком був дяк місцевої церкви Федір Новицький, а матір'ю — дівчина з паламарської родини Карських. Під її прізвищем і була записана дитина, бо вона народилася поза офіційним шлюбом (Федір Новицький на той час ще не досяг 18 років — мінімального шлюбного віку у більшості губерній Російської імперії). Початкову освіту Юхим Карський отримав у парафіяльному училищі села Ятра, де на той час служив його батько. У серпні 1871 р. за ініціативою батька Юхим вступив до Мінської духовної семінарії. Після закінчення семінарії вступив до Ніжинського історико-філологічного інституту, де вивчав слов'янську філологію під керівництвом професора Р. Ф. Брандта.
Після закінчення інституту у 1885 р. Карський почав викладати у 2-ій Віленській гімназії. В цей період він почав збирати етнографічний матеріал, в цьому йому допомагали батьки, та друкуватися у наукових журналах. У 1877 р. Юхим Карський одружився з донькою священика Соф'єю Миколаївною Сцепуржинською.
У 1893 р. захистив у Варшаві магістерську дисертацію «К истории звуков и форм белорусской речи» («До історії звуків та форм білоруської мови»). У тому ж році його зараховують викладачем російської мови до Варшавського університету, а через рік призначають екстраординарним професором на кафедрі російської та церковнослов'янської мови. В 1901 його було обрано членом-кореспондентом Імператорської Російської Академії наук. У 1902 р. Карський стає деканом історико-філологічного факультету. У 1903 він здійснив етнографічну експедицію по Білорусі, протягом якої було зібрано чимало матеріалу для досліджень, і за результатами якої біло видано перший том головної праці вченого — повномасштабної наукової праці «Білоруси», яка згодом отримала назву «енциклопедії білорусознавства». У 1905 Карський став ректором Варшавського університету, і цю посаду обіймав до 1910 р. Також з 1905 по 1917 рр. він був головним редактором журналу «Російський філологічний вісник». У 1916 його обрали дійсним членом Академії наук. З 1917 по 1928 рр. Карський був професором Петроградського університету. З 1920 р. він редагував «Известия Отделения русского языка и словесности Российской Академии наук». У 1922 р. став дійсним членом Інституту білоруської культури (зара — Національна академія наук Білорусі), а в 1929 — членом Чеської Академії наук. Також працював директором Музею антропології та етнографії.

## Стосунки з радянською владою
За радянської влади Карський неодноразово зазнавав утисків через свої переконання. Так, вже в 1919 р. його було знято з посади професора у Мінському педагогічному інституті, як людину з неблагополучною «політичною фізіономією», в цьому ж році його було заарештовано. Погляди вченого дратували як більшовиків, так і білоруських націоналістів, адже він не вважав білорусів окремою національністю, а розглядав білоруську народність як частину єдиного руського народу, нарівні з великороссами та малороссами, а білоруську мову як діалект загальноруської мови. Він також скептично ставився до насильницької білорусизації, яку проводила радянська влада. Все це призвело до погіршення стану Юхима Карського у радянській науці. Після його повернення з наукового відрядження 1926 р., в пресі було розв'язано кампанію з його паплюження. З'явилися статті, в яких Карський називався «чорносотенцем», «уламком царського режиму», його звинувачували у тому, що в своєму звіті про відрядження він назвав Львів «старим руським містом» та зазначав кращий благоустрій Західної Білорусі (що була під владою Польщі) у порівнянні з Радянською Білоруссю, в тому, що за кордоном він нібито входив у контакт з білогвардійцями тощо У 1927 р. на закритому засіданні ЦК КП(б)Б було ухвалено рішення поставити питання про виключення Карського з Академії наук. Карський намагався опонувати критикам, але його спростовання не друкували. Він зазнав тиску з боку партійної наукової спільноти, а в 1929 р. його зняли з посади директора Музею антропології та етнографії.
Відновитися на колишніх позиціях Карському так і не вдалося — 29 квітня 1931 р. він помер у Ленінграді. Похований на Смоленському православному цвинтарі.

## Наукова діяльність

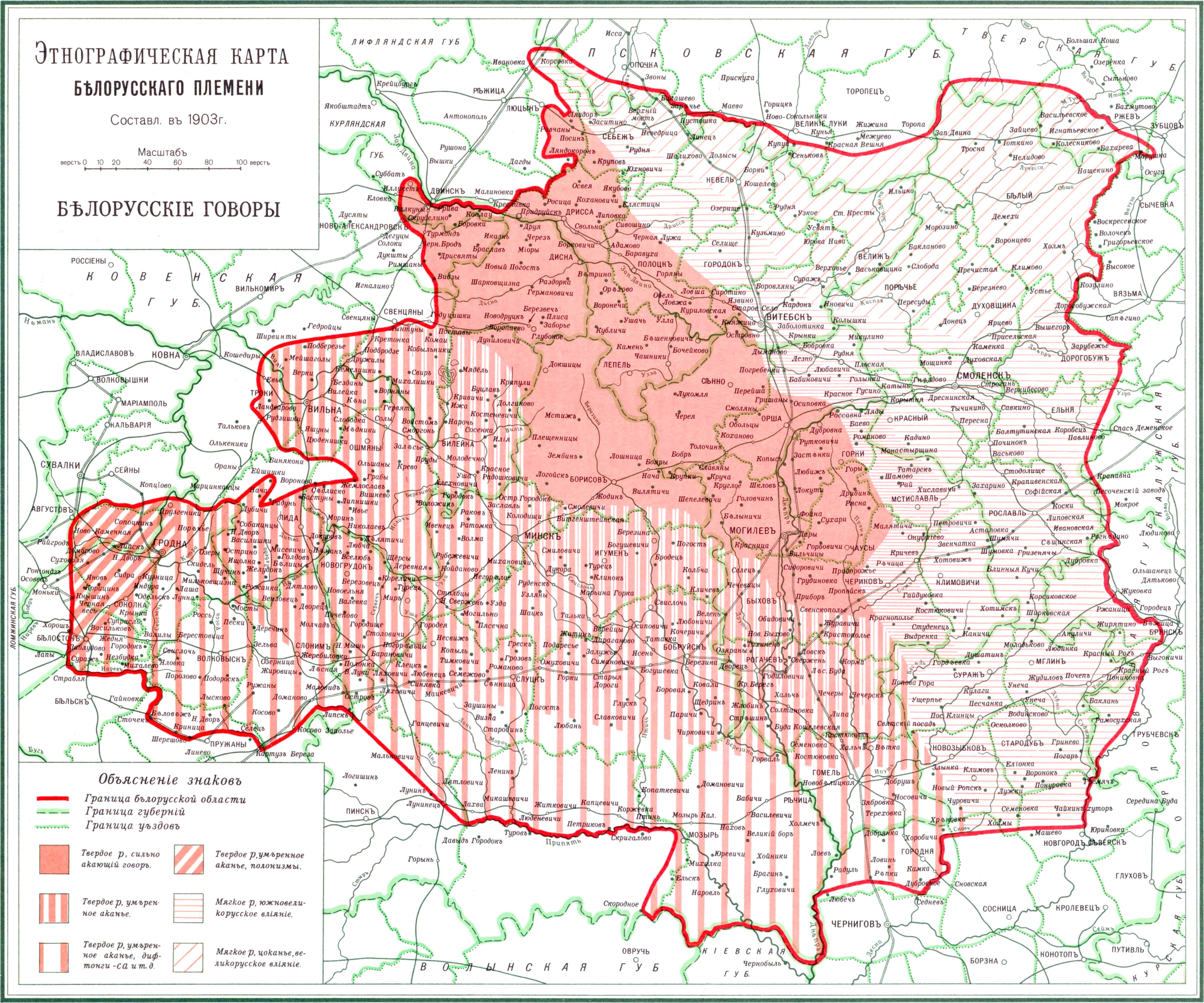
Етнографічна мапа білорусів. Автор — Ю. Ф. Карський

Юхим Карський — засновник білоруського мовознавства. Його праці присвячені здебільшого питанням розвитку білоруської мови, її діалектам та літературним пам'яткам, білоруському фольклору та етнографії. Серед них виділяють:
- «Обзор звуков и форм белорусской речи» (т. 10, 1886),
- «К вопросу о разработке старого западнорусского наречия» (1893),
- «Два памятника старого западнорусского наречия: лютеранский катехизис 1562 г. и католический катехизис 1585 г.» (1893),
- «О языке так называемых литовских летописей» (1894),
- «Білоруська мова білоруського народу» (т. 1-3, 1903—1922).

Низка досліджень Карського присвячена проблемам вивчення церковнослов'янської мови та палеографії: «Граматика давньої церковнослов'янської мови» (1888), «Нарис слов'янської кириличної палеографії» (1901), «Зразки слов'янського кириличного письма з Х по XVII ст.» (1901).
Карському належить також праця «Найголовніші течії в російській літературній мові» (1893).
Декілька досліджень Карського присвячені українській мові, її говіркам та зв'язкам з іншими слов'янськими мовами: «Матеріали для вивчення північно-малоруських говорів, а також перехідних від білоруських до малоруських» (1898), «З російської діалектології. До питання про ствердіння (непом'якшуваність) звуків є та і в малоруському наріччі» (1904), розділ «Малоруське наріччя (українська мова)» в книзі «Російська діалектологія» (1924). Творам української літератури присвячені праці Карського: «Малоруський Луцидарій за рукописом XVII ст.» (1905), «Три малоруські пісні з польського збірника XVII ст.» (1905), «„Наймичка“ Шевченка. Матеріали до її наукового видання» (1907).
Карському належать численні рецензії на праці В. Гнатюка, М. Возняка, С. Смаль-Стоцького, А. Кримського, Є. Тимченка, І. Свєнціцького тощо. 

## Основні твори
- Обзор звуков и форм белорусской речи. — Москва, 1886. — Известия Историко-филологического Института в Нежине, том X.
- Грамматика древнего церковнославянского языка сравнительно с русским (курс средних учебных заведений). — Вільно, 1888—1900, Варшава, 1901—1916, Сергіїв Посад, 1917.
- К истории звуков и форм белорусской речи. — Варшава, 1893. — Магістерська дисертація.
- К вопросу о разработке старого западнорусского наречия. — Вільно, 1893.
- Что такое древнее западнорусское наречие?. — Праці Дев'ятого археологічного з'їзду в Вільно, 1893.
- О языке так называемых литовских летописей. — Варшава, 1894.
- Особенности письма и языка Мстиславова Евангелия. — Русский Филологический Вестник, 1895.
- Образцы славянского кирилловского письма с Х по XVIII век. — Варшава, 1901.
- Очерк славянской кирилловской палеографии. — Варшава, 1901.
- Русская диалектология. Л., 1924.
- Славянская кирилловская палеография. [S.l.], 1928 (перевиданий у Москві у 1979 р.)
- Наблюдения в области синтаксиса Лаврентьевского списка летописи. Л., 1929.
- Труды по белорусскому и другим славянским языкам, М., 1962.

### «Білоруси»
- Белорусы. Т. I. Введение в изучение языка и народной словесности. — Варшава, 1903 (перевиданий у Вільно, 1904 р.)
- Белорусы. Т. II. Язык белорусского племени. В. 1. — [S.l.], 1908.
- Белорусы. Т. II. Язык белорусского племени. 2. Исторический очерк словообразования и словоизменения в белорусском наречии. — [S.l.], 1911.
- Белорусы. Т. II. Язык белорусского племени. 3. Очерки синтаксиса белорусского наречия. Дополнения и поправки. — [S.l.], 1912.
- Белорусы. Т. III. Очерки словесности белорусского племени. 1. Народная поэзия. — Москва, 1916.
- Белорусы. Т. III. Очерки словесности белорусского племени. 2. Старая западнорусская литература. — Петроград, 1921.
- Белорусы. Т. III. Очерки словесности белорусского племени. 3. Художественная литература на народном наречии. — [S.l.], 1922.

Повністю перевидано: Белорусы: Т. 1—3. — Москва, 1955—1956.

## Нагороди
За свою педагогічну та наукову діяльність Карському біло присвоєно чин «дісного статського радника». Нагороджений орденом Станіслава III ступеня (1889) та II ступеня (1899), орденом Анни III ступеня (1903), орденом Володимира IV ступеня, численними медалями. За дослідження білоруської етнографії отримав Велику золоту медаль Російського Географічного товариства (1894), дві Золоті медалі ім. Батюшкова Російської Академії наук (1898; 1902), Малий приз ім. М. Ломоносова Російської Академії наук (1901), Академічний приз ім. Батюшкова (1910), Академічний приз імені Ахматова (1913).

## Вшанування пам'яті
У 1964 р. в приміщені школи с. Лаша було відкрито музей Юхима Карського.